# Rhopias gularis
A Rhopias gularis a madarak osztályának verébalakúak (Passeriformes) rendjébe és a hangyászmadárfélék (Thamnophilidae) családjába tartozó Rhopias nem egyetlen faja.

## Rendszerezése
A fajt Johann Baptist von Spix német biológus írta le 1825-ben, a Thamnophilus nembe Thamnophilus gularis néven. Sorolták a Myrmotherula nembe Myrmotherula gularis néven is.

## Előfordulása
Dél-Amerika középső, keleti részén, Brazília területén honos. A természetes élőhelye a szubtrópusi vagy trópusi síkvidéki- és hegyi esőerdők, folyók és patakok környékén.

## Megjelenése
Testhossza 8,5–9,5 centiméter, testtömege 10–12 gramm.

## Életmódja
Kisebb rovarokkal táplálkozik.

## Természetvédelmi helyzete
Az elterjedési területe nagy, egyedszáma ugyan csökken, de még nem éri el a kritikus szintet. A Természetvédelmi Világszövetség Vörös listáján nem fenyegetett fajként szerepel.

## Külső hivatkozások
- Képek az interneten a fajról
- Xeno-canto.org - a faj hangja és elterjedési területe